# Káli-Horváth Kálmán
Káli-Horváth Kálmán, névvariáns: Káli-horváth Kálmán (Tiszakóród, 1975−) roma származású magyar festő-és előadóművész, költő, kommunikációs szakember.

## Életútja, munkássága
Kétéves korában került állami gondozásba, a Szabolcs-Szatmár-Bereg megyei nevelőotthonok többségében (Nyírbátor, Baktalórántháza, Berkesz, Tiszadob, Nyíregyháza) megfordult. Sárosi Attila művésztanár rajzszakkörébe járt, itt korán megmutatkozott rajztehetsége, 10 éves korától neki a rajzolás már nem hobbi, hanem életforma, iskolán kívül nagyon sokat rajzolt, de rajzolt az órák alatt is. Grafitceruzát, vízfestéseket használt, másra nem telt, de a sok gyakorlás oda vezetett, hogy 14 éves korában már képzett mesterek is felfigyeltek munkáira. Ekkor ő már elhatározta, hogy grafikus lesz, de állami gondozottként nem tanulhatott tovább ezen szakirányban, hanem szakmát kellett tanulnia, szobafestést. A szobafestést Tiszadobon tanították, itt találkozott össze korábbi rajzoló, festő barátaival, Balogh Tiborral, Vári Zsolttal és Kiss Sándorral együtt sokat foglalkoztak a rajzolással, festéssel. Könyvekből tanulmányozták régi mesterek munkáit, főleg a reneszánsz festőkét, de későbbi korok festészetét is, például az impresszionista festőket. Rengeteget másolták régi mesterek műveit, amely óriási hasznot hozott számukra a festői stílusok megismerése, s a festési technikák elsajátítása terén. Ekkor már nem akvarellt, hanem tempera festést kezdtek alkalmazni.
A szakiskola elvégzése után Káli-Horváth Kálmán és Balogh Tibor Sátoraljaújhelyen felvételizett porcelánfestőnek. Mindketten felvételt nyertek, de Balogh Tibor nem bírta a kötött kollégiumi életet, s visszament Tiszadobra hegesztő szakmát tanulni. Káli-Horváth Kálmán viszont maradt a porcelánfestésnél, amelyet kiválóan megtanult a gyakorlatok során a Hollóházi Porcelángyárban. Gyakran átlátogatott azonban Tiszadobra, ahol együtt festett alkotókörös barátaival, ekkor már olajfestéssel foglalkoztak. Sátoraljaújhelyi és tiszadobi működése sok muníciót adott számára későbbi grafikusi és festői pályafutásához.
Közben megmutatkozott versmondói készsége is, országos szavalóversenyeket nyert, s feltűnt a Ki mit tud című műsorban, meghívják kisebb színházi szerepekre. A színházak bűvkörébe kerül, színitanodába jár Budapesten, s hirtelen bekerül a Duna Televízióba bemondónak és riporternek, ott működik 2007-ig. 2007 szeptemberétől Dániában az European Voluntary Service projekt keretében az International Bible College képző- és drámaművészeti tagozatának vendégtanára és egyben hallgatója. Művészete kibontakozik hiperrealista és modern stílusban. Felületkezelése képi, nem mutat absztrakt irányban, free-presszionista. Mindig is vállalta szüleitől örökölt cigány származását, de a cigány származású festőktől elvárt naiv festési stílussal megbarátkozni nem tudott. Kitört professzionalista irányban, kivált sokat mondóak portréi, amelyek a lélek ábrázolására törekszenek. Új, free-presszionista alkotói korszakában akrillal fest, amely megalapozása kétéves dániai tartózkodása alatt indult meg. 2009-ben Magyarországra hazatérve megalakítja a Free-presszionista Roma Művészcsoportot Borkó Marianna, Balogh Tibor és Kiss Sándor társaságában. Körülöttük fiatal, kortárs alkotók csoportosulása figyelhető meg.
A 2000-es évek vége felé egyre inkább a portrék és a táncos motívumok festése foglalkoztatja, újra Budapesten él és alkot, a Magyarországi Evangéliumi Testvérközösség pedagógiai műhelyében vezetőhelyettesként működik.
2012. áprilisában a közelgő roma világnap alkalmából két tiszadobi festő, Balogh Tibor és Káli-Horváth Kálmán szervezte meg a Beszélő paletták című Magyar Roma Képzőművészeti Kiállítást a Közigazgatási és Igazságügyi Minisztérium Társadalmi Felzárkózásért Felelős Államtitkársága folyosóján és irodáiban. A kiállítást Balog Zoltán, társadalmi felzárkózásért felelős államtitkár köszöntötte, és Szentandrássy István, Kossuth-díjas festőművész nyitotta meg. A kiállító művészek a magyar cigányság kortárs képzőművészeinek legjobbjai közül valók.
2016-tól a Budapesti Református Cigány Szakkollégium (RefoRom) vezetője.

## A 2009-es Cigány festészet c. albumba beválogatott képei

### Tájkép és csendélet
- Vízpart (olaj, farost, 60x50 cm, 2003)
- Csendélet napraforgókkal (olaj, vászon, 59x74 cm, 2000)

### Portrék
- Önarckép (olaj, vászon, 70x108 cm, 1998)
- Fiatal lány (akvarell, papír, 44x50 cm, 1995)

### Absztrakciók
- Örökkévalóság (olaj, vászon, 90x66 cm, 2001)
- Abortuszvízió (olaj, farost, 86x66 cm, 1997)[5]

## Könyv
- Free-presszionisták. Kezdet; Kiadó: Free-Presszionista és Roma Műhely Egyesület, Bp., 2015
- Meztelen zsoltár verseskötet, szerzői kiadás, Bp., 2018
- Ne nézz vissza! Füveskönyv önmagunk megteremtéséhez;  Kiadó: Free-Presszionista és Roma Műhely Egyesület, Bp., 2020
- A CIGÁNYOK PASZTORÁCIÓJÁNAK TEOLÓGIÁJA Kiadó: Free-Presszionista és Roma Műhely Egyesület, Bp., 2024

## Díjak, elismerések (válogatás)
- Kazinczy-emlékérem (1993)
- Kazinczy-emlékérem (2002)
- Magyar Köztársasági Bronz Érdemkereszt (2007)
- Esélyegyenlőségért-Díj (2018)